# Ardel Kirifuri Sports Valley
De Ardel Kirifuri Sports Valley (日光霧降スケートセンター) is een ijsbaan in Nikkō in de prefectuur Tochigi in het midden van Japan. De openlucht-kunstijsbaan is geopend in 1991 en ligt op 632 meter boven zeeniveau.

## Nationale kampioenschappen
- 2004 - JK sprint